# Marciaso

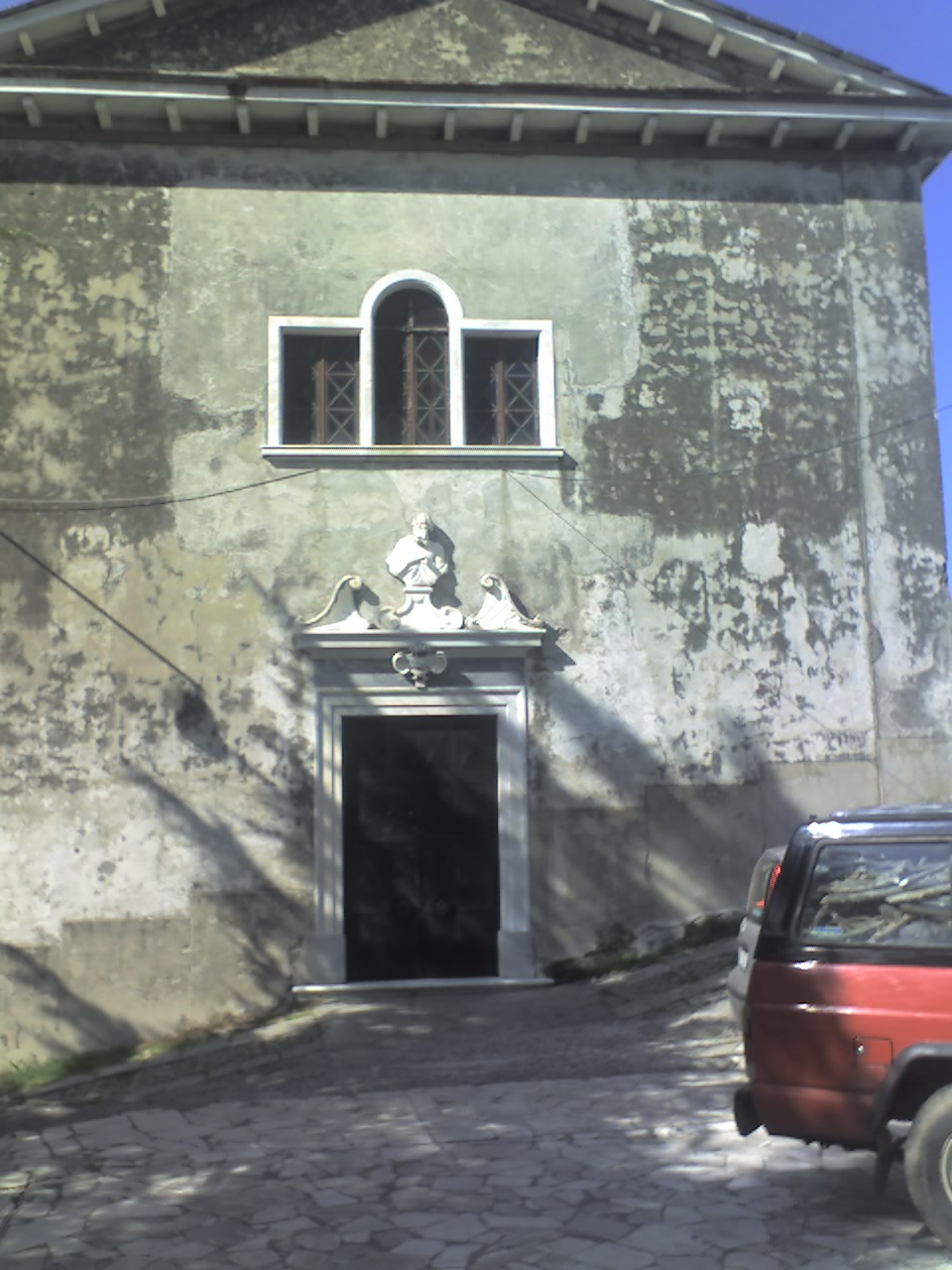
Oratorio dell'Opera di Marciaso

Marciaso è una frazione del comune di Fosdinovo, nella Provincia di Massa e Carrara.

## Geografia fisica

### Territorio
Si trova a 10 km ad est di Fosdinovo, a più di 400 metri sul livello del mare.
Si trova sopra uno sprone settentrionale delle Alpi Apuane carraresi, coperto in gran misura da selve di castagni, la cui base è bagnata ad oriente dal torrente Bardine (affluente dell'Aulella) e ad occidente dal canale del Pesciola, che va poi a confluire nel torrente.
Il borgo è anticipato dal cimitero con annessa cappella (che la tradizione dice essere stata l'antica chiesa). Il paese si trova invece sulla sommità di un colle e presenta una forma concentrica.

## Toponimo
L'etimologia, molto probabilmente, è romana e deriva da Marcii ager, ossia sta a indicare Marciaso come un antico possedimento agricolo di un Marcus.
Vi è però una seconda teoria al riguardo. Nel 186 a.C. i Liguri Apuani inflissero una grave sconfitta al console Quinto Marcio Filippo ed alle sue legioni dopo averle attirate nelle strette gole della zona. Furono uccisi non meno di 4.000 legionari e furono distrutte tre insigne d'aquila della seconda legione e undici vessilli degli alleati latini, ed il luogo del disastro fu successivamente chiamato "Saltus Marcius", forse l'attuale località di Marciaso (che deriverebbe da "Martii Caesio"). Lo stesso Tito Livio scrisse: "Nam saltus unde eam Ligures fugaverunt, Martius est appellatus".
Questa però non è l'unica ipotesi: potrebbe anche corrispondere alle strette gole sopra Seravezza, nel territorio del comune di Stazzema (cfr Saltus Marcius di Lorenzo Marcuccetti). Peraltro, tra Pontestazzemese e Cardoso è stato individuato un colle ancora oggi denominato "Colle Marcio", con un probabile riferimento al "saltus Marcius" (salto nel senso di dislivello e Marcius dal nome del console romano), nome che secondo Tito Livio ("Ab Urbe Condita") avrebbe preso la località a seguito della battaglia.
Il cultore di memorie storiche fosdinovese Adolfo Caleo si esprime però così al riguardo: "Chi conosce i luoghi veramente impervi e stretti che conducono a Marciaso, chi ha una conoscenza anche superficiale del posto, a parte la tradizione e il nome, da secoli tramandato al paese, non può che convenire sulla individuazione di Marciaso come luogo dove i Romani subirono la bruciante disfatta".

## Storia
L'area tra Marciaso e Tendola ha grotte e ripari che possono essere state occupate, come è documentato per aree limitrofe come la tecchia di Equi, con tracce dell'uomo di Neanderthal (Paleolitico Medio) o nelle vicine grotte della Gabellaccia (Comune di Carrara) per il Neolitico (fino al III millennio a.C).
Le nove statue stele di Pontevecchio (tra le più antiche) furono trovate immediatamente fuori dal confine comunale di Fosdinovo (a sole poche centinaia di metri), nella valle del Bardine, a poca distanza da Marciaso.
Marciaso è citato per la prima volta nel Codice Pelavicino nel 1191 come "Marciasio", da cui derivò l'attuale "Marciaso".
Così come Fosdinovo e Ponzanello, anche Marciaso aveva un castello, documentato fin dal 1185 e fatto costruire sotto il Vescovo di Luni Gualtiero II.
Tra il XII ed il XIII secolo il feudo ed il castello di Marciaso erano divisi tra i marchesi Malaspina e i Vescovi di Luni: i primi ne possedevano i due terzi, gli altri la parte restante, che era data in subfeudo ad alcuni nobili locali, i Capitanei, il cui nome nel tempo si modificò poi in Cattanei. Tale divisione fu confermata nel 1185 da un atto di Federico Barbarossa, dove era scritto che un terzo apparteneva al Vescovo di Luni Pietro e gli altri due terzi ai Malaspina. Nel 1191 ciò fu riconfermato da Enrico VI. Ancora nel 1197 il Marchesello di Buonaccorso Cattanei di Sarzana asseriva che una parte del Castello di Marciaso era un suo feudo, e cioè quella che spettava ai Vescovi di Luni. Anche nel 1226 ciò fu ribadito da Rolando di Antonio di Marchesello prenominato. Esiste, a tal proposito, anche una menzione di Salcagino di Marciaso, che teneva in feudo la terra di Papigiano, in un atto notarile del 1231. Il comune di Marciaso teneva boschi in feudo dal Vescovo: così da un atto del 1233. Il detto Comune, il 6 febbraio del 1250, deputò Sindaci a consegnare il castello di Marciaso ai Marchesi Bernabò ed Isnardo fratelli Malaspina; il relativo strumento fu rogato in Marciaso da Ser Giovanni del fu Ser Gherardo di Moncigoli; della consegna tratta poi un altro strumento rogato in Aulla (manoscritto citato in Fosdinovo). Rollandino e Gilliolo, fratelli, figli del già nominato Antonio Marchesello, nel 1262 confessarono, come già i loro antecessori, la loro subinfeudazione su Marciaso. Nel 1335, l'Imperatore Carlo IV conferì ai nobili Cattanei di Marciaso l'onorificenza di Conti, confermata poi nel 1643 dall'Imperatore Ferdinando III, quando ormai la famiglia si era tutta stabilita a Sarzana e Marciaso era diventato di fatto un possedimento dei Marchesi Malaspina di Fosdinovo.
Infatti, già Gabriele, Guglielmo e Galeotto Malaspina, figli di Azzolino II, quando morì lo zio Spinetta Malaspina il Grande (1352), poterono fregiarsi del titolo di Signori di Fosdinovo, Marciaso, Comano e le Terre dei Bianchi e ciò stava a indicare come i Malaspina si fossero già impossessati, in realtà, del terzo mancante di Marciaso. Marciaso entrò dunque fin da subito a far parte del neonato Marchesato di Fosdinovo (1355), che nel 1359, alla morte di Gabriele Malaspina, venne spartito tra i fratelli di questi, Guglielmo e Galeotto Malaspina. In particolare, Marciaso spettò al primo marchese di Fosdinovo Galeotto I Malaspina. Nel 1393, quando ci fu una nuova suddivisione del marchesato, Marciaso rimase unito a Fosdinovo, spettando dunque a Spinetta II Malaspina, insieme ai centri di Giucano, Tendola, Posterla, Colla, villa di Bardine inferiore, San Terenzo, Pompilio, Cecina, Castelnuovo, Vallecchia, Gorasco e altri villaggi minori. Da quel momento in poi, Marciaso rimase sempre all'interno del Marchesato di Fosdinovo, fino al suo tramonto avvenuto nel 1797.
Secondo la versione accettata dallo stesso Napoleone e da altri membri della famiglia, i Buonaparte erano originari di Firenze (i discendenti del ramo fiorentino che rimase a Firenze furono Giovanni Filippo e Attilio Bonaparte, patrizi fiorentini nel 1757) dove si schierarono dalla parte ghibellina. Con la vittoria del partito dei Guelfi, nel Duecento, dovettero lasciare la città andando in esilio, prima a San Miniato, (a questo ramo appartennero Giovanni Filippo e Niccolò Bonaparte, nobili di San Miniato nel 1763) e successivamente a Sarzana, nell'allora Repubblica di Genova ove il primo membro conosciuto della famiglia si trova citato come Bonapars figlio di Gianfardo. La mancanza di documentazione che provi il collegamento con i Bonaparte fiorentini e il fatto che altri documenti farebbero supporre la presenza dei Bonaparte in alcune località vicine a Sarzana prima dell'ipotetico esilio da Firenze, fa ritenere che la famiglia potesse essere arrivata a Sarzana dalla Lunigiana: da Luni, da Pontremoli o da Marciaso.
Narra il Caselli nel suo "Lunigiana Ignota", che nella strada del borgo, al numero 41, sorgesse ancora (1931) la casa degli antenati di Napoleone. La casa non presentava alcuna particolarità: era ad un piano, con portale in marmo sormontato da uno stemma ora scomparso. Il Caselli riporta che lo storico sarzanese Bonaventura De Rossi, vissuto nel 1710, affermasse la presenza della famiglia prima di emigrare in Corsica già dal XIII secolo, da un documento del 1449 del notaio Antonio Ivani. Detto atto non fu mai trovato e probabilmente si trattava solo di una famiglia omonima.
Con la discesa di Napoleone in Italia e la nascita della Repubblica Cisalpina, venne creata la Municipalità di Fosdinovo, a cui facevano capo ben ventuno comunità caratterizzate da un territorio prevalentemente montuoso. In riferimento alla composizione dei consiglieri suddivisi per comunità, Marciaso poteva fregiarsi di 3 consiglieri sul totale di 132 complessivi.
Con l'art. 3 della costituzione approvata il 26 gennaio 1802 nei comizi nazionali di Lione, che diedero vita alla Repubblica Italiana, furono installate dal viceprefetto della Alpi Apuane nel marzo del 1803 nuove municipalità. In particolare, Marciaso rimase unito a Fosdinovo, entrando nella Comune di seconda classe di Fosdinovo comprensiva anche di Carignano, Cortila, Giucano, Gragnola, Pian di Molino, Pieve di Viano, Ponzanello, Posterla, Pulica e Tendola. Tra i 7 cittadini eletti dal Consiglio della Comune di Fosdinovo fu eletto il marciasotto Bartolomeo Poletti.
Un'ulteriore riorganizzazione amministrativa attuata nel 1804 determinò che in Lunigiana le Comuni fossero solo di terza classe, ossia con meno di 3.000 abitanti. Dallo smembramento della Municipalità di Fosdinovo si originò nel tempo anche la Comune di Posterla, Pulica e Marciaso, che esistette fino al 1811, anno in cui si costituì l'Impero francese.
Nel 1832 il centro di Marciaso contava 267 abitanti.
Durante la seconda guerra mondiale, tra il 3 e il 4 agosto 1944, vi fu una rappresaglia nazifascista per un attacco partigiano a Marciaso. I tedeschi prelevarono 36 persone del paese e, minacciando di ucciderle, diedero l'opzione di far sparire il paese in cambio della salvezza delle persone. Il borgo venne pertanto distrutto e cinque anziani e un ferito di guerra persero la vita a causa delle esplosioni. In tale occasione furono distrutte anche le tracce dell'antico castello che un tempo si ergeva a Marciaso e della "nuova" chiesa, costruita nel 1600 (sotto il Marchesato di Andrea Malaspina). L'antico accesso al borgo è andato anch'esso distrutto, ma rimangono i tre archi, di cui uno immetteva nel "borgo di sopra", l'area dove sorgeva il castello.
Nel dopoguerra risiedette e contribuì alla ricostruzione di Marciaso una comunità americana di mormoni (ricordati come i "Quaccheri di Marciaso").

## Monumenti e luoghi d'interesse
- Chiesa di San Bartolomeo, risalente al XVII secolo[1]
- Oratorio dell'Opera di Marciaso, edificio sacro del 1748 (costruito durante il Marchesato di Gabriele III Malaspina) , tutto adorno di marmi. Oggi chiesa parrocchiale, preceduta da una piazza dove sono presenti una Madonna di Loreto (1622, risalente quindi al Marchesato di Giacomo (Jacopo) II Malaspina) e uno stemma dei Malaspina (1627, sempre risalente quindi al Marchesato di Giacomo (Jacopo) II Malaspina ).

## Società

### Religione
Marciaso è stata una delle 14 rettorie del vicariato foraneo di Fosdinovo della diocesi di Luni fin dal XVI secolo.
Marciaso è sede della parrocchia di San Bartolomeo Apostolo della diocesi di Massa Carrara-Pontremoli. Dal settembre 2015, fa parte dell'unità pastorale di Fosdinovo, all'interno, dal marzo 2017, del vicariato di Carrara (prima si trovava in quello di Aulla). La festa del patrono si festeggia con la solennità del 24 agosto.